# Tybory Uszyńskie
Tybory Uszyńskie – wieś w Polsce położona w województwie podlaskim, w powiecie wysokomazowieckim, w gminie Kulesze Kościelne.
W latach 1975–1998 miejscowość administracyjnie należała do województwa łomżyńskiego.
Wierni kościoła rzymskokatolickiego należą do parafii św. Bartłomieja Apostoła w Kuleszach Kościelnych.

## Historia
Wieś założona prawdopodobnie w XV w. Joanne et Stanislao de Uszyńskie wymienieni podczas erygowania parafii w Kuleszach. Zamieszkiwana przez ród Uszyńskich herbu Lubicz.
Tworzyła okolicę szlachecką Tybory, obejmującą wsie należące do parafii: Jabłonka i Kulesze oraz gmin: Chojany, Dzięciel i Szepietowo.
W roku 1827 wieś liczyła 7 domów i 35 mieszkańców. Pod koniec XIX w. należała do gminy Chojane i parafii Kulesze Kościelne.
W końcu XIX we wsi 12 drobnoszlacheckich gospodarzy, posiadających 276 ha gruntów. Średnie gospodarstwo mierzyło 23 ha.
W 1921 roku w miejscowości 15 domów i 86 mieszkańców.

### Szkoła
W 1922 roku 1. klasowa szkoła powszechna liczyła 46. uczniów, w 1923-84. Od 1924 dwuklasowa, liczyła 96. uczniów, 1925-97., 1930-97., 1931-86., 1938-72. uczniów.
Nauczyciele: 1925 - Florianówna Wanda, Kuleszanka Genowefa, 1928, 1929 - Wiśniowska Eugenia, 1935 Pawłowski Edmund, 1938 Radziszewski Melchior, Szejnoga Włodzimierz..